# Tor Ehra-Lessien
Tor Ehra-Lessien – tor testowy Volkswagena położony niedaleko jego fabryki w Wolfsburgu. Jego najdłuższa prosta ma 10 km długości. W czasach II wojny światowej był on tajnym ośrodkiem badawczym, gdzie Niemcy testowali swoje nowe technologie. 
2 sierpnia 2019 Andy Wallace w specjalnie przygotowanym Bugatti Chiron pobił na nim rekord prędkości, wynoszący 490,48 km/h. Samochód, choć seryjnie dopuszczony do ruchu, został nieznacznie zmodyfikowany aerodynamicznie.
Tor układa się z płaszczyzną ziemi, dlatego na początku najdłuższej prostej nie jest widoczny jej koniec.